# Athelney
Athelney - historyczne miejsce w Anglii w dystrykcie Sedgemoor, w hrabstwie Somerset. Okoliczny teren znany był jako The Isle of Athelney (Wyspa Athelney) ponieważ był kiedyś izolowaną kępą na mokradłach Somerset Levels. Duża część terenu mokradeł leży poniżej poziomu morza. Obecnie osuszone, latem są użytkowane rolniczo, lecz zimą regularnie podtapiane. 
Athelney jest najlepiej znane z tego, że było fortecą i miejscem ukrycia króla Alfreda Wielkiego, skąd wyruszył by pokonać Duńczyków w bitwie pod Edington w maju 878 r. W podzięce za swoje zwycięstwo Alfred w 878 r. ufundował na Athelney klasztor, który został zrujnowany w czasach rozwiązywania klasztorów (Dissolution of the Monasteries) w 1539 r.